# Deslocamento (náutica)

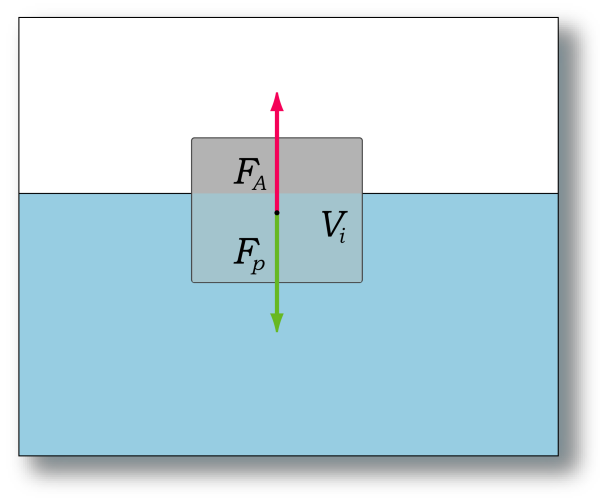
Segundo o Princípio de Arquimedes, as forças resultantes do deslocamento de um navio (F_{P}) e de impulsão da água (F_{A}) deverão ser iguais para o navio flutuar. O deslocamento será igual à massa de um volume de água igual ao volume imerso do navio (V_{i}).

O deslocamento de uma embarcação corresponde à massa de água por si deslocada quando a flutuar, sendo geralmente expresso em toneladas. Este valor obtém-se através da multiplicação do volume imerso da embarcação pela densidade da água onde navega. Na prática, o deslocamento representa a massa da própria embarcação num determinado momento.
Sendo uma medida de massa, o deslocamento não deve ser confundido com a tonelagem, a qual - apesar da designação dar a entender o contrário - não é uma medida de peso ou massa, mas sim de volume. O deslocamento também não deve ser confundido com o porte, uma vez que este - apesar de também ser uma medida de massa - representa apenas a capacidade de transporte do navio e não a sua massa total.
Quando se menciona simplesmente o deslocamento de um navio entende-se como estando a fazer-se referência ao seu deslocamento máximo.

## Geral
Em mecânica dos fluidos, o termo "deslocamento" refere-se à massa de um fluido deslocada quando um objeto aí é imerso, ocupando o seu lugar. Quanto maior for a densidade do líquido, menor volume será deslocado por um objeto com a mesma massa.
Similarmente, no âmbito náutico, o deslocamento corresponde à massa de água deslocada por um navio enquanto ali flutua. Outro modo de pensar no deslocamento é considerá-lo como a quantidade de água que iria verter de um contentor completamente cheio, caso aí fosse colocado o navio. Um navio a flutuar desloca sempre uma quantidade de água cuja massa é a mesma que a massa do próprio navio.
A densidade (massa por unidade de volume) da água pode variar. Por exemplo, a densidade média da água do mar à superfície do oceano é de 1 025 kg/m³. Já a densidade média da água doce é de apenas 1 000 kg/m³. Considerando-se uma embarcação de 100 toneladas a passar da água salgada do mar para a água doce de um rio, ela continuaria a deslocar exatamente as mesmas 100 toneladas de água, mas esse deslocamento corresponderia a um maior volume de água doce do que de água salgada. Assim, a embarcação teria uma imersão no rio ligeiramente superior à que teria no mar.
Existem várias medidas de deslocamento, que correspondem às várias condições de carga do navio.

## Cálculo

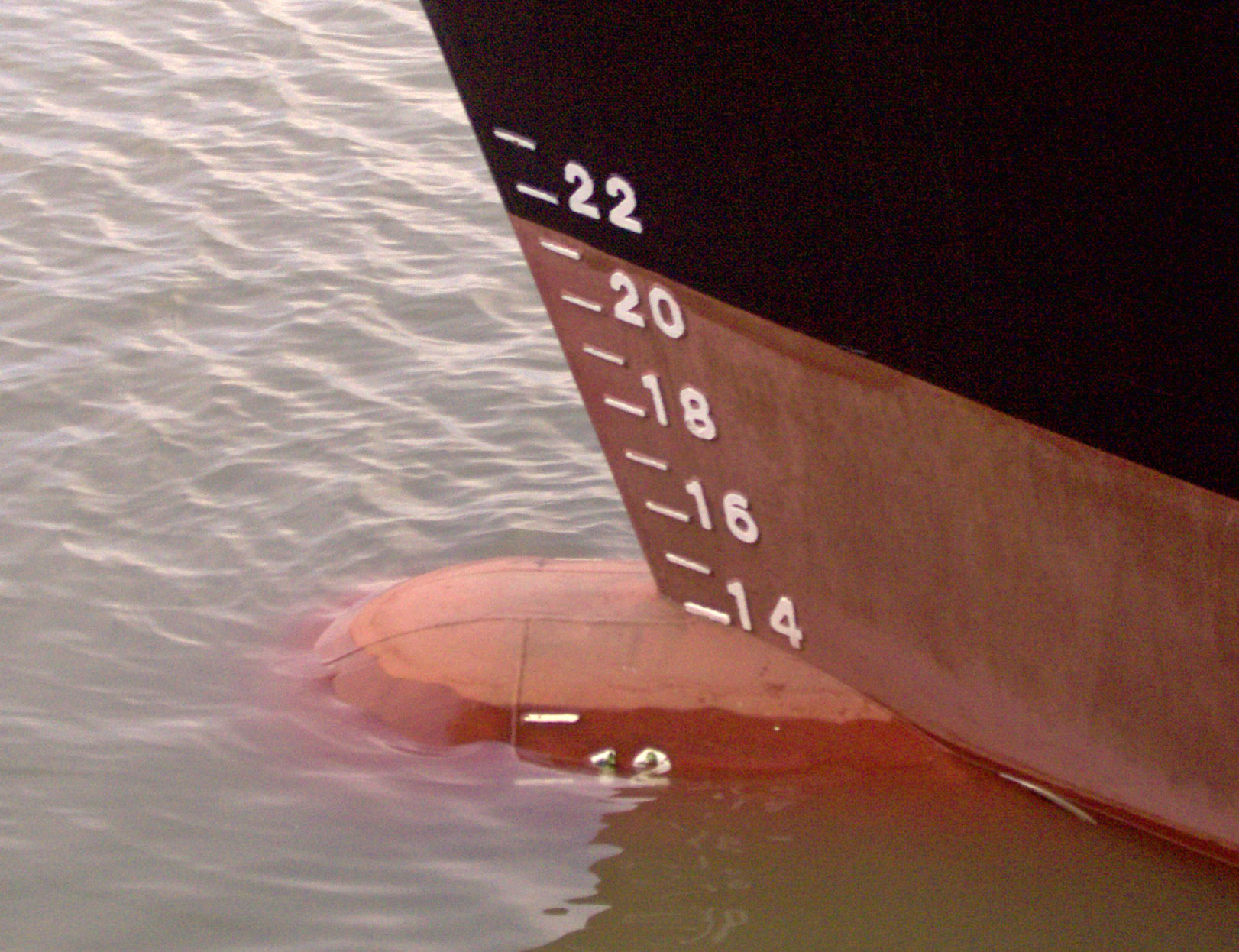
Marcas de calado na proa de um navio. Quando o navio está em deslocamento carregado, em água doce, a linha de água deverá estar na marca de calado máximo.

O método tradicional para determinar o real deslocamento de um navio é através do uso de marcas de calado. Um navio mercante tem, normalmente, seis conjuntos de marcas de calado, colocados avante, a meia nau e à ré, tanto a estibordo como a bombordo. Esses calados podem permitir determinar o deslocamento de um navio com uma precisão de 0,5%. Em primeiro lugar, é calculada a média dos vários calados, obtendo-se o calado médio. Então, introduz-se o valor do calado médio na tabela de curvas hidrostáticas do navio, obtendo-se o deslocamento correspondente.
Desde a década de 1950 que se têm usado os computadores para os cálculos hidrostáticos, incluindo os necessários para se determinar o deslocamento. Os primeiros eram computadores mecânicos semelhantes a réguas de cálculo que podiam converter níveis de carga, como o porte, o calado e o caimento. Desde a década de 1970, têm sido desenvolvidos programas informáticos para uso em computadores portáteis.

## Deslocamento em condições especiais
Existem várias medidas de deslocamento correspondentes aos vários estados de carga do navio.

### Deslocamento leve
O deslocamento leve ou deslocamento mínimo consiste na massa total do navio, excluindo a carga, o combustível, o lastro e a tripulação, mas com água nas caldeiras suficiente para manter a pressão.

### Deslocamento carregado
O deslocamento carregado, deslocamento em plena carga ou deslocamento máximo correspondem praticamente ao mesmo conceito. Quando se menciona simplesmente o termo "deslocamento", normalmente entende-se como se referindo ao deslocamento carregado.

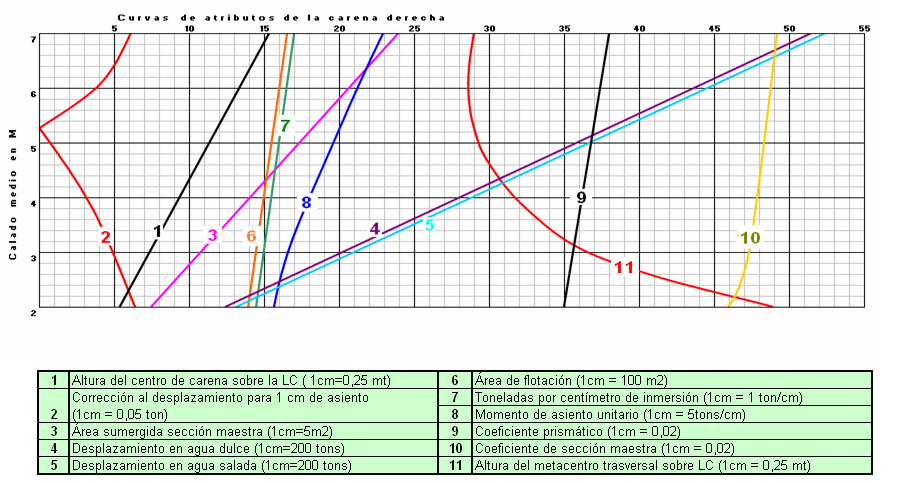
Curvas hidrostáticas de um navio. As linhas 4 e 5 são usadas para converter o calado médio de um navio no seu deslocamento correspondente.

O deslocamento em plena carga é definido como o deslocamento de uma embarcação quando a flutuar com o máximo calado estabelecido pelas sociedades de classificação. É equivalente ao deslocamento leve acrescido da massa total da capacidade máxima de transporte de um navio em termos de carga, passageiros, combustível, aguada, consumíveis, tripulação e todos os restantes itens necessários para uma viagem.
O deslocamento carregado dos navios de guerra corresponde a uma condição de carga arbitrariamente estabelecida e que é o deslocamento leve acrescido dos pesos da guarnição e de 95% das capacidades de armazenamento de combustíveis, munições, carga e outros consumíveis.

### Deslocamento padrão
O deslocamento padrão ou deslocamento standard é uma medida estabelecida pelo Tratado Naval de Washington de 1922, só sendo aplicado aos navios de guerra. Está definido como sendo o deslocamento com o navio completo, totalmente guarnecido, motorizado e equipado para partir para o mar, levando a bordo todo o armamento, munições, provisões, aguada, consumíveis vários e tudo o que é mais necessário para o navio entrar em combate, excepto combustível e água de reserva das caldeiras. Corresponde, portanto, ao deslocamento carregado sem a massa do combustível e da água de reserva das caldeiras.
Nos submarinos, o deslocamento padrão corresponde ao deslocamento carregado sem o peso do lastro embarcado em imersão.

### Deslocamento normal
O deslocamento normal corresponde ao deslocamento carregado mas sem a massa correspondente a 2/3 das dotações de combustível e de água de reserva das caldeiras.